# ジーニー (ディズニーキャラクター)
ジーニー（Genie）は、ディズニー制作の映画『アラジン』に登場するキャラクターである。

## 概要
万能のランプの魔人（ランプの精）。魔法のランプをこすると現れ、ランプの持ち主のどんな願いでも3つ叶えることのできる力を持つ。ただし、「殺生」・「恋愛の（心理操作を含めた）成就」・「死者の蘇生」・「叶える願いの数を増やす」・「願いを取り消す（返却・交換）」の5つは叶えられない（ただし恋愛については「お膳立て」程度なら主人が願わなくても可能な模様）。願いを叶え果たすとランプの中に戻らなくてはならず、次にランプの外に出られるのは何百年後になるかわからない。おまけにランプの持ち主には逆らえないため、主人によって善悪が決定する中立的な運命にある（実際、ジャファーの手にランプが渡った際には「ご主人が変わった」と言い、前の持ち主となるアラジンを助けられなかった）。そのため自由の身になることを何よりも望んでいるが、自分の願いはランプの主人に願ってもらわないと叶えることができないため、ランプの魔人であり続けることを余儀なくされている。また、これらの設定は第一作ラストでレッド・ジーニーとなったジャファーにも適用される（『ジャファーの逆襲』では、主人の願いで解放される前に「ランプを破壊するとその魔人は滅びる」というルールがジーニーの口から語られており、それがジャファーを倒す鍵となった）。
劇中ではアラジンと主従関係を超えた友情を育み、劇場版第一作のラストでアラジンが最後の願いでジーニーを自由にした際、拘束を表す金の腕輪が消滅し、ランプに入る必要がなくなった（加えて小説版、実写版では普通の人間となった）が、その後の作品では気に入っていたのか復活している。拘束の効果がないため、装飾としてつけている可能性が高い。（本人曰く狭いらしいが）ランプも盗まれると激しく動揺し、世界中を探す勢いで探すほど。アラジンの願いによって晴れて自由の身となり、念願だった世界旅行へ出かけた（小説版では魔法の絨毯も同行した）。
『ジャファーの逆襲』ではひとりぼっちの旅に寂しさを覚えて旅行からアグラバーへ戻る。以降は宮廷でアラジンたちと共に暮らしている。自身が様々な姿に変身できるのみならず、他人を（その本人の意思に関係なく）変身させることも可能。ランプの拘束から解き放たれて自由になった後は魔法を無制限に使えるようになったが、その分ランプの魔人だった頃と比べ魔力が少し弱まった模様（本人曰く｢ちょっぴり脅威の小宇宙パワー｣、「最近腕が落ちている」などとのこと）。家事なども魔法でそつなくこなしている。TVシリーズ『アラジンの大冒険』では、ランプから自由に出入りすることもあった。
三部作、TVシリーズを含め『アラジン』シリーズには他のディズニーキャラクターとのリンクが度々あるが、そのほとんどはジーニーの魔法によるものが多い。主な例として、第一作では頭だけピノキオに変身したりエンディング直前にグーフィーの帽子を被っている。『ジャファーの逆襲』ではリトル・マーメイドのアリエルに扮したりジミニー・クリケットに変身するシーンが存在する。『盗賊王の伝説』では飛行機から飛び降りる多数のジーニーの分身の中にポカホンタス（ジーニー似）が混じっている。TVシリーズではミッキーマウスの愛犬・プルートに変身したり、くまのプーさんのティガー、スクルージ本人やクリスマスキャロルでの墓を出現させたりもした。
WII ディズニー・シンク 早押しクイズでは名司会者として登場しており、ミッキーや仲間達にクイズを出題した。他にもお馴染みの変化自在な変身や山寺によりアドリブやトークなどで番組を盛り上げた。

## 声優
オリジナルの英語版を演じているのは、アカデミー賞も受賞した名優、ロビン・ウィリアムズ。元々ジーニーはそれほどハイテンションではなかったが、ウィリアムズがアフレコ時に卓越したトークセンスによるアドリブを連発し、今のような喋り方のキャラクターになったという。続編作品『ジャファーの逆襲』ではダン・カステラネタに変更され、次の作品『盗賊王の伝説』では再びウィリアムズが登板、さらにTVシリーズ以降はカステラネタが務めている。
日本語吹き替え版では全て山寺宏一が務め、ウィリアムズに負けず劣らずの超ハイテンションな演技を見せている。また、ジーニーは頻繁にジョークを口にするコメディキャラクターでもあるため、吹き替えの際には大幅なアレンジがなされているケースもある。
- ジーニーが登場し自己紹介する際、「忘れようとしても思い出せない」という赤塚不二夫のギャグを引用している。
- 第一作で空飛ぶ絨毯とチェスで勝負して負けた際、吹き替え版では「絨毯に負けるなんてジュウタンじゃないよ!」という絨毯と冗談をかけた洒落を口にしているが、このシーンは実際は有名なコメディアンであるロドニー・デンジャーフィールドの物真似である。同作でアーノルド・シュワルツェネッガー、セニョール・ウェンセス、エド・サリバン、ウィリアム・F・バックリー、ピーター・ローレ、ジャック・ニコルソンの真似もしている。

## ミュージカル版
- 劇団四季

| 役者名       | 初出演日       | 代数 | 備考 |
| ------------ | -------------- | ---- | ---- |
| 瀧山久志     | 2015年5月24日  | 初代 | 在団 |
| 萩原隆匡     | 2015年7月8日   | 2代  | 在団 |
| 道口瑞之     | 2015年7月29日  | 3代  | 在団 |
| 阿久津陽一郎 | 2016年4月21日  | 4代  | 在団 |
| 韓盛治       | 2018年3月22日  | 5代  | 在団 |
| 岩城雄太     | 2023年12月28日 | 6代  | 在団 |

## 実写版
- 演：ウィル・スミス
- 吹き替え：山寺宏一

アニメ版の吹き替え声優を務めていた山寺にとってジーニーは“人から褒められるキャラクターNo.1”であるといい、はじめて演じてから26年経つ現在でも「山ちゃん（山寺）の吹替えしたなかで、ジーニーが一番好きです」と言われることが多く、ジーニーとは切っても切れない関係であることを話し、「ロビン・ウィリアムズがやりたい放題演じたジーニーを吹替えるのは本当に大変でした。だからこそ声優の難しさも楽しさも教えてくれたのがジーニーだったんです」と、アニメーション版のジーニーを演じたウィリアムズのおかげで声優業の礎を築くことができたからこそ、ジーニーは山寺にとって特別なキャラクターであることも明かしている中で実写化が発表されたときには、「オファーが来なかったら暴れてやろう」「俺、（オファー）来なかったら声優やめるわ」などとラジオでも話していた（ただし実際には住宅ローンがあるため辞める気はなかったという）。
そして、実写版でジーニー役を演じるのは、数多くの出演作で山寺が吹替えを担当するウィル・スミスであった。これを聞いた山寺は「（ジーニー役のウィル・スミスは）過去に吹き替えした事あるぞ。自分にジーニーが回ってくる確率上がったかも！」 という気持ちが強まったという。また登板が決定し、キャストが発表された際も「実は（オファーが）こなかったらどうしようという不安の方が、期待よりも大きかったんです。なのでオファーをいただいてよかったなとホッと胸をなでおろしました。そのくらい大切なキャラクターであり、作品なので」と当時の心境を告白している。実写版で特別に意識したことについては「実写版はあくまでもウィル・スミスが演じるジーニーの吹替え。映像をしっかりと見て、ウィル・スミスの声をしっかりと聞いて、それに寄り添う形でやらせていただきました。前回から変えようという意識は特にありませんでしたが、そのシーン、そのセリフ、その映像があってこその声優なので、それにあてはめていきました」と語った。
またウィル・スミス自身も「ロビン・ウィリアムズへのリスペクトを持ちながら、その上で自分の演じるジーニーが出ていれば」と話していたといい、そういう意味でかつての（アニメ版の）ジーニーがどこかにじみ出てくるのではないかと分析している。